# U 578 (Kriegsmarine)
De U 578 was een U-boot van de Duitse Kriegsmarine van de VIIC-klasse, tijdens de Tweede Wereldoorlog. De U 578 stond onder bevel van korvetkapitein Ernst-August Rehwinkel. De U 578 werd sinds 6 augustus 1942 vermist in de Golf van Biskaje. 

## Ondergang
De U 578 zou gezonken zijn op 10 augustus 1942 in de Golf van Biskaje, noordelijk van Kaap Ortegal, Spanje, in positie 45° 49′ 0″ NB, 7° 44′ 0″ WL door dieptebommen van een Tsjechoslovaakse bemanning in een RAF-bommenwerper van Czech. Squadron 311/H. Eigenlijk was de aanval direct bedoeld tegen de U 135. Ze brachten die geringe schade toe, maar er vielen twee doden.
De U 578 verging met alle 49 opvarenden.